# 中美洲四國邊境協議

中美洲四國邊境協議參與國家

中美洲四國邊境協議（CA-4）是一條由中美洲四國萨尔瓦多、危地马拉、洪都拉斯和尼加拉瓜在2006年所簽署的協議，內容為解除參與國家公民在參與國的邊境管制，能夠自由流動。免簽證入境者在這四國的逗留時間一併計算在內。這與歐洲的申根公约相似，使公民能在參與國內快速順暢地流動。